# FI6 (جسم مضاد)
الجسم المضاد FI6 (بالإنجليزية: FI6 antibody) هو جسم مضاد يستهدف بروتينًا موجودًا على سطح جميع فيروسات الأنفلونزا أ يسمى راصة دموية (بالإنجليزية: Influenza hemagglutinin). FI6 هو الجسم المضاد الوحيد المعروف الذي وجد أنه يربط جميع الأنواع الفرعية الستة عشر من Hemagglutinin لفيروس الإنفلونزا A، ومن المأمول أن يكون مفيدًا لعلاج فيروس الإنفلونزا الشامل. يرتبط الجسم المضاد بمقطع HA للمجال F، ويمنع الفيروس من الارتباط بالخلية المضيفة. تم تحسين الجسم المضاد لإزالة أي طفرات زائدة وغير مستقرة يمكن أن تؤثر سلبًا على قدرته على التحييد، وقد أطلق على هذا الإصدار الجديد من الجسم المضاد "FI6v3".

## أبحاث
وجد باحثون من بريطانيا وسويسرا سابقًا أجسامًا مضادة تعمل في فيروسات الإنفلونزا من المجموعة 1 أو ضد معظم فيروسات المجموعة 2 (CR8020)، ولكن ليس ضد كليهما.
طور هذا الفريق طريقة باستخدام الفحص أحادي الخلية لاختبار أعداد كبيرة جدًا من خلايا البلازما البشرية، لزيادة احتمالات العثور على جسم مضاد حتى لو كان نادرًا للغاية. عندما حددوا FI6، حقنوه في الفئران وحيوانات ابن مقرض ووجدوا أنه يحمي الحيوانات من العدوى عن طريق فيروس إنفلونزا المجموعة 1 أو المجموعة 2.
قام العلماء بفحص 104000 خلية بلازما الدم المحيطية من ثمانية متبرعين مصابين أو تم تطعيمهم مؤخرًا بحثًا عن الأجسام المضادة التي تتعرف على كل من سلالات الإنفلونزا الثلاث المتنوعة: H1N1 (أصل الخنازير) و H5N1 و H7N7 (إنفلونزا الطيور شديدة الإمراض. ) من متبرع واحد، قاموا بعزل أربع خلايا بلازما أنتجت جسمًا مضادًا متطابقًا، أطلقوا عليه اسم FI6. يربط هذا الجسم المضاد جميع الأنواع الفرعية لـ HA البالغ عددها 16، ويحيد العدوى، ويحمي الفئران والقوارض من العدوى المميتة. تعرفت الأجسام المضادة الأكثر تفاعلًا التي تم اكتشافها سابقًا إما على مجموعة واحدة من الأنواع الفرعية HA أو الأخرى، مما يبرز مدى تميز FI6 في قدرته على استهداف سلسلة من الأنواع الفرعية للإنفلونزا.

## التضمين السريري
حدد الباحثون التركيب البلوري للجسم المضاد لـ FI6 عندما كان مرتبطًا ببروتينات H1 و H3 HA. إن الجلوس فوق ارتفاع HA هو مجال رأس كروي يرتبط بالمستقبلات الخلوية أثناء دخول الفيروس ويحتوي على مواقع المستضدات الرئيسية التي يستهدفها الجهاز المناعي. بسبب هذا الضغط الانتقائي، فإن التسلسل في مجال الرأس ينحرف بدرجة كافية تتطلب لقاحًا موسميًا محدثًا في معظم السنوات. يربط مجال القصبة الرأس بالغشاء الفيروسي وهو مسؤول عن دمج الأغشية الفيروسية والأغشية المضيفة حتى يتمكن العامل الممرض من غزو الخلايا البشرية. لا يمتلك الجهاز المناعي عادةً استجابة قوية لمجال القصبة المخفي جزئيًا، لذلك تظل أجزاء من الساق محفوظة بشكل كبير عبر جميع أنواع الإنفلونزا الفرعية. يقوم الجسم المضاد FI6 بإجراء اتصالات مكثفة مع الأجزاء المحفوظة من الساق، وبالتالي يمنع HA من إدخال ببتيد اندماج لزج في الغشاء المضيف أثناء دخول الفيروس.
يوفر FI6 للعلماء جسمًا مضادًا معادلًا على نطاق واسع يتعرف على جميع الأنواع الفرعية لـ HA البالغ عددها 16، بما في ذلك الأنواع الناشئة، مثل H5N1. ولكن نظرًا لأن تكاثر فيروس الأنفلونزا معرض إلى حد ما للخطأ، فإن الفيروس يتطور ليصبح أشباه الأنواع، ويمكن أن يؤدي الاستخدام الواسع النطاق للأدوية المضادة للفيروسات إلى سلالات مقاومة. كان هذا هو الحال بالنسبة للأوسيلتاميفير وحاجب القنوات الأيونية M2 أمانتادين. لذلك، قبل اعتبار FI6 عاملًا وقائيًا أو علاجيًا طويل المدى ضد الأنفلونزا الموسمية، يجب علينا أولاً تحديد ما إذا كان فيروس الإنفلونزا يمكن أن يغير بسرعة الحاتمة المستهدفة بواسطة FI6 وأن يتجنب التعرف على FI6 بعد التعرض.
إن الأثر السريري الأكثر أهمية لهذا العمل هو تحديد حاتمة تحييد عالمية في ساق HA على المستوى الذري، وهو معلم فكري مهم لتطوير لقاح إنفلونزا عالمي. في غياب مجال الرأس المناعي، الأجزاء المعزولة من ساق HA التي تتضمن حاتمة FI6 وقد ثبت بالفعل أنها تحفز تأثيرات وقائية واسعة، ولكن ليست شاملة، ضد سلالات H1N1 و H3N2 في الحيوانات المحصنة. قد يكون استخدام هندسة البروتين والمواد المساعدة لتركيز الجهاز المناعي على حاتمة FI6 الخطوة التالية الحاسمة على طول الطريق إلى لقاح شامل.